# Fritz Kreisler by Aleksey Gorokhov
Fritz Kreisler by Aleksey Gorokhov — студійний компакт-диск видатного українського скрипаля Олексія Миколайовича Горохова, випущений 2008 року лейблом Artwood Classic.

## Композиції
- Fritz Kreisler

1. «Andante doloroso» in the Style of A.Vivaldi
2. Chanson Louis XIII & Pavane in the Style of L.Couperin
3. «Rondino» on a Theme by L. van Beethoven
4. Violinconcerto № 4 D-dur
5. «Allegretto» in the Style of L.Boccherini
6. «Andantino» in the Style of Padre Martini
7. «Caprice Viennois» Op 2.
8. «Hunting» in the Style of J.B. Cartier
9. «La Gitana» op 8
10. «Grave» in the Style of Ph.-E.Bach
11. «La Precieuse» in the Style of L.Couperin
12. «Liebesleid»
13. «Schon Rosmarin»
14. «Liebesfreud»
15. «Siciliana et Rigaudon» in the Style of F.Francoeur
16. «Scherzo» in the Style of K.Dittersdorf
17. «Tambourin chinois» op.3
18. «Gypsy capriccio» op.10

## Опис диску
«Велике видно на відстані…», казав Сергій Єсенін. Мистецтво О. Горохова нарешті знайшло своє місце в історії музики ХХ століття.
Манера гри О. Горохова нагадувала «найкращі роки Крейслера» (Ж.Тібо). Дійсно, Ф. Крейслер справив великий вплив практично на всю історію скрипальства XX ст. Олексій Миколаєвич дуже любив його твори і часто їх виконував.
На цьому диску шедеври Крейслера в оркестровці Горохова, яку він виконує у супроводі камерного оркестру Київського оперного театру під управлінням Захарія Кожарського. Серед них п'єси, стилізовані під старовинну музику: «Манірниці» (у стилі Л.Куперена), «Сицил'яна і рігодон» (у стилі Франкера), «Grave» (у стилі Ф.Баха) та інш., п'єси, написані в оригінальному стилі віденських мотивів — «Віденський каприс», «Маленький віденський марш», «Сінкопи», вальси «Муки кохання», «Радість кохання», «Прекрасний розмарин» та інші.